# Andrea Manici
Andrea Manici (Parma, 28 aprile 1990) è un ex rugbista a 15 italiano, in carriera attivo nel ruolo di tallonatore.
Ha interrotto precocemente la carriera per infortunio.

## Biografia
Formatosi rugbisticamente con l'Amatori Parma, Manici debuttò in Super 10 nel 2009 con GRAN Parma per poi passare per una stagione nella neonata formazione parmigiana dei Crociati.
Già in evidenza per l'Italia A, nel 2012 Manici fu ingaggiato dalla franchigia delle Zebre in Pro12, cui gli Amatori Parma afferiscono.
Il 15 giugno 2013 debuttò in nazionale maggiore come rimpiazzo in occasione della sconfitta per 10-30 contro Samoa nel quadrangolare Castle Beer Series in Sudafrica.
Fu convocato dal C.T. Jacques Brunel nella rosa destinata a disputare la Coppa del Mondo di rugby 2015 in Inghilterra in cui disputò i suoi ultimi incontri internazionali: una partenza dalla panchina contro la Francia e due da titolare contro Irlanda e Romania.
A dicembre 2015 Manici si ruppe il legamento crociato anteriore del ginocchio destro durante un incontro interno con gli Ospreys; a seguito di alcune complicazioni (un'infezione nella cicatrice di sutura dell'operazione di ricostruzione) il recupero non avvenne mai completamente tanto che quella contro la squadra gallese fu la sua ultima partita ufficiale: del 18 aprile 2018 è l'annuncio del ritiro dall'attività per impossibilità a recuperare la funzionalità completa dell'articolazione in ottica agonistica.